# USS Darter (SS-227)
USS Darter (SS-227) — американская подводная лодка типа «Гато» времён Второй мировой войны. Получила имя в честь одного из видов рыб семейства окуневые. Во время четвёртого боевого похода «Дартер» села на мель, и во избежание захвата японцами подлодка была уничтожена подрывом зарядов и артиллерийским огнём с двух других американских подлодок.

## История постройки
Подводная лодка «Дартер» была заложена 20 октября 1942 года на верфи Electric Boat Company в Гротоне, штат Коннектикут. Спуск на воду состоялся 6 июня 1943 года, Крестной матерью корабля стала жена Эдвина Уилера, одного из руководителей Electric Boat. «Дартер» введена в строй 7 сентября 1943 года под командованием Уильяма Стовалла младшего.
После окончания испытаний «Дартер» вышла из Нью-Лондона 31 октября 1943 года и 26 ноября прибыла в Пёрл-Харбор.

## Первый поход
21 декабря 1943 года «Дартер» вышла в свой первый боевой поход — патрулирование судоходных путей к югу и западу от Трука. Поход дважды прерывался для ремонта — в Пёрл-Харборе с 29 декабря 1943 по 3 января 1944 и в Тулаги, а затем в заливе Милн с 30 января по 8 февраля. 12 января подлодка проводила разведку близ атолла Эниветок и на следующий день добилась попадания одной торпеды по крупному судну. Продолжить атаку не удалось из-за противодействия кораблей эскорта. Патрулирование продолжалось во время ударов с авианосцев по Труку 16-17 февраля. После дозаправки в заливе Милн «Дартер» ушла в Брисбен, где во время работ по переоснащению в результате удара током погиб один из членов экипажа, помощник машиниста Ричард Гоуд.

## Второй поход
Задачей второго похода стало патрулирование района севернее западной Новой Гвинеи и южнее Давао. Пополнив запас топлива в заливе Милн 21—22 марта, «Дартер» вышла в район патрулирования и 30 марта потопила грузовое судно, затем переместилась ближе к побережью Новой Гвинеи, где проходила высадка войск Союзников. После дозаправки в Дарвине 29—30 апреля подлодка снова вернулась к патрулированию. Не обнаружив подходящих целей, «Дартер» 23 мая завершила поход на острове Манус.

## Третий поход
После переоснащения подлодка вышла в третий поход 21 июня к островам Хальмахера и Минданао. 29 июня, после потопления минного заградителя «Цугару» близ острова Моротай «Дартер» была атакована глубинными бомбами.

## Четвёртый поход

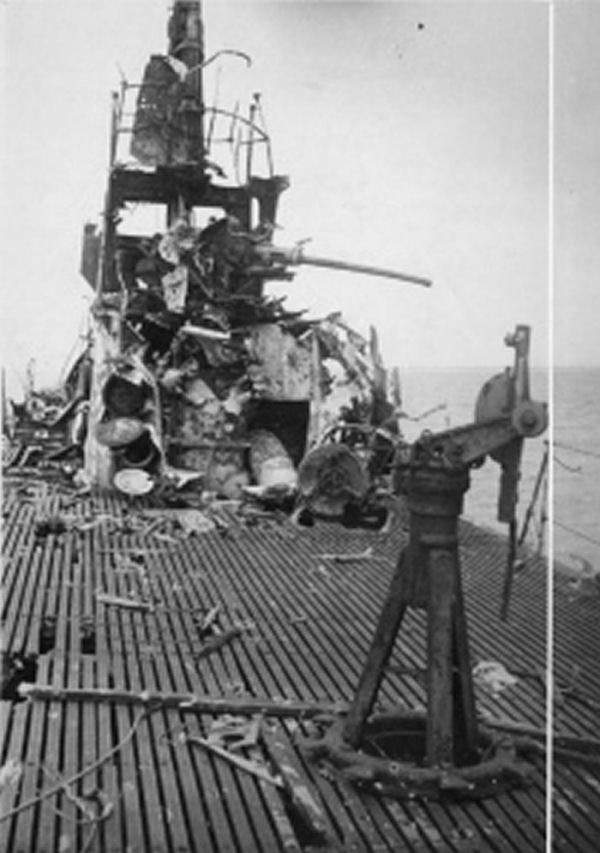
Разрушения на палубе «Дартер» после артиллерийского обстрела.

После возвращения в Брисбен 8 августа 1944 года «Дартер» отправилась в свой четвёртый поход, ставший для подлодки последним. После патрулирования в Целебесском и Южно-Китайском морях подлодка пополнила запасы топлива и прошла мелкий ремонт в Дарвине 10 сентября, затем вернулась в Целебесское море. После дозаправки 27 сентября на базе Миос Военди (атолл, расположенный к юго-востоку от островов Биак) 1 октября «Дартер» направилась вместе с USS Dace (SS-247) для патрулирования в Южно-Китайском море в рамках подготовки к операции в заливе Лейте.
12 октября «Дартер» атаковала конвой из нескольких танкеров, 21 октября вместе с «Дейс» направилась в пролив Балабак для наблюдения за японскими кораблями, направлявшимися для усиления обороны Филиппин и атаки десантных сил Союзников. 23 октября «Дартер» и «Дейс» установили радиолокационный контакт с центральным соединением японского флота, приближавшимся к проходу Палаван. Сообщение об этом контакте оказало большое влияние на ход сражения в заливе Лейте, так как координаты этого соединения японских сил оставались неизвестными на протяжении нескольких последних дней. Подводные лодки пошли на сближение с противником и атаковали японский крейсер, начав первую фазу сражения. «Дартер» выпустила шесть торпед из носовых аппаратов по тяжёлому крейсеру «Атаго», пять торпед поразили цель, крейсер, бывший флагманским кораблём адмирала Курита, загорелся и затонул. Сразу после первого залпа были выпущены четыре торпеды из кормовых аппаратов — крейсер «Такао» получил тяжёлые повреждения. «Дейс» в это время потопила крейсер «Мая». Затем подлодки ушли на глубину, уклоняясь от атаки глубинными бомбами.
После всплытия на перископную глубину подлодки обнаружили остававшийся на плаву «Такао» в охранении трёх эсминцев, которые не давали подлодкам добить крейсер в течение всего дня. После наступления темноты «Такао» пошёл своим ходом, «Дейс» и «Дартер» начали маневрирование для атаки. В 00:05 25 октября «Дартер» наскочила на риф Бомбей в точке 9°27′22″ с. ш. 116°55′59″ в. д..
Некоторое время к «Дартер» приближался японский эсминец, но затем сменил курс. Командир подлодки отдал приказ уничтожить секретные документы и прибор управления торпедной стрельбой, а артиллерийскому расчёту занять место у орудия. В 1:40 к рифу подошла «Дейс», но её попытки снять «Дартер» с мели даже после начала прилива не принесли успеха. Тогда командир принял решение уничтожить лодку. Весь экипаж был перемещён на «Дейс», в отсеки «Дартер» заложены подрывные заряды, оказавшиеся неэффективными, так как их срабатывание не привело к детонации торпед. Тогда «Дартер» обстреляли снарядами из 76-мм палубного орудия «Дейс», добившись 21 попадания. Стрельба торпедами успеха не принесла — из-за малой глубины все 10 торпед, выпущенных подлодкой USS Rock, взорвались при ударе о риф. Наконец, 31 декабря прибыла подлодка USS Nautilus (SS-168) и выпустила по «Дартер» 55 снарядов из 150-мм орудия. Японцы не предпринимали попыток поднять корпус подлодки. В 1952 году команда сапёров заложила в кормовом отсеке подрывные заряды для обезвреживания оставшихся на борту шести торпед. Сильный взрыв уничтожил носовую часть подлодки. Остов «Дартер» по состоянию на 1998 году оставался на рифе.
«Дейс» благополучно доставила экипаж «Дартер» во Фримантл 6 ноября. Чтобы поддержать высокий боевой дух, экипаж в полном составе был назначен на строившуюся в Манитовоке подлодку типа «Балао» USS Menhaden (SS-377). За успешные действия в проходе Палаван подлодка «Дартер» удостоилась Благодарности части Военно-морского флота, а командир Дэвид Мак-Клинток был награждён Военно-морским крестом.